# Buldak
Buldak (불닭) oder Feuerhuhn ist ein stark gewürztes Hühnchengericht. Das Gericht ist in Südkorea sehr beliebt.
Buldak kann mit mundgerechten Hähnchenstücken gegrillt oder frittiert werden und wird mit einer scharfen Sauce serviert, die normalerweise Chilipulver, Chilipaste, Sojasauce, Ingwer und Knoblauch enthält.

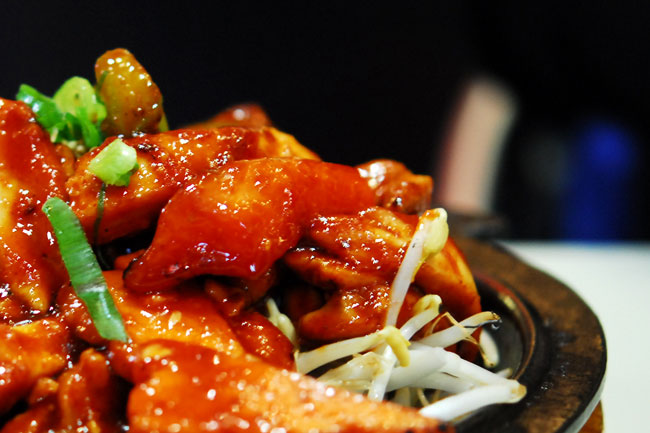
Korean barbeque-Buldak-01